# Dean Brill
Dean Michael Brill (Luton, 2 dicembre 1985) è un allenatore di calcio ed ex calciatore inglese, di ruolo portiere.

## Carriera

### Giocatore
Inizia a giocare nel settore giovanile del Luton Town, club della sua città natale, all'età di dieci anni; in seguito nell'estate del 2004 il Liverpool gli offrì un contratto professionistico, ma Brill, che la stagione precedente aveva esordito in prima squadra con il Luton Town giocandovi 5 partite nella terza divisione inglese (oltre a 2 partite nel Football League Trophy), rifiutò l'offerta e firmò invece il suo primo contratto professionistico proprio con gli Hatters. Nella stagione 2004-2005, in cui il Luton Town conquista una promozione in seconda divisione, Brill è il terzo portiere del club dietro al titolare Marlon Beresford ed al suo secondo Rob Beckwith, ma già dalla stagione 2005-2006  sale nelle gerarchie diventando il secondo portiere: gioca infatti 5 partite di campionato ed una partita in Coppa di Lega; nel dicembre del 2006, dopo 2 ulteriori presenze in seconda divisione e complice l'arrivo in squadra in prestito di Dean Kiely dal Portsmouth, viene ceduto in prestito per un mese al Gillingham, con cui disputa 8 partite in terza divisione. Terminato il prestito fa ritorno al Luton Town, con cui termina la stagione giocando ulteriori 9 partite in seconda divisione ed una partita in FA Cup; rimane poi in squadra anche dopo la retrocessione in terza divisione maturata al termine di questa stagione: nella stagione 2007-2008, che gli Hatters concludono con una seconda retrocessione consecutiva, gioca infatti 37 partite in terza divisione. Nella stagione 2008-2009 gioca invece 23 partite in quarta divisione, disputando inoltre da titolare anche la finale di Football League Trophy vinta a Wembley con il punteggio di 3-2 contro lo Scunthorpe Utd: complice una penalizzazione di ben 30 punti in classifica il Luton Town il 13 aprile 2009, otto giorni dopo la vittoriosa finale del Football League Trophy, pareggiando per 0-0 in casa contro il Chesterfield subisce una nuova retrocessione, la terza consecutiva, scendendo in Conference Premier (quinta divisione e più alto livello calcistico inglese al di fuori della Football League), abbandonando pertanto dopo 89 anni la Football League.
Il 27 maggio 2009 Brill, il cui contratto era in scadenza, si svincola dal Luton Town insieme a quattro altri compagni di squadra; il successivo 1 luglio firma poi un contratto biennale con l'Oldham Athletic, club di terza divisione, con cui nell'arco di un biennio gioca in totale 58 partite di campionato in questa categoria. Il 10 maggio 2011, scaduto il contratto, si svincola dai Latics. Nell'estate del 2011 dopo aver effettuato dei provini con Yeovil Town e Barnet firma un contratto di un anno con quest'ultimo club, militante in quarta divisione. Nel corso della stagione gioca in totale 36 partite di campionato con le Bees, risultando decisivo per la salvezza del club che si materializza all'ultima giornata di campionato, il 5 maggio 2012, con una vittoria per 2-1 sul campo del Burton Albion, nella quale Brill compie alcune parate decisive, una delle quali proprio nei secondi finali del match. A fine stagione il suo contratto non viene però rinnovato, ed il successivo 31 luglio fa ritorno con un contratto biennale al Luton Town, che a tre anni di distanza dalla retrocessione era ancora impegnato nel campionato di Conference Premier. Brill nella stagione 2012-2013 gioca 12 partite in tale categoria; il 2 luglio 2013 viene ceduto in prestito fino al gennaio del 2014 all'Inverness, club della prima divisione scozzese. Essendo diventato titolare nei Caley Jags, nel novembre del 2013 viene acquistato a titolo definitivo, concludendo la stagione con 37 presenze nella prima divisione scozzese, 4 presenze in Coppa di Scozia e 4 presenze in Coppa di Lega, competizione in cui la sua squadra perde ai calci di rigore con il punteggio di 4-2 (dopo lo 0-0 maturato al termine dei tempi supplementari) la finale contro l'Aberdeen. Tra il maggio ed il settembre del 2014 Brill riesce inoltre a mantenere una striscia di imbattibilità di 616 minuti in partite di campionato (a cavallo tra i campionati 2013-2014 e 2014-2015) con il club. Nella stagione 2014-2015, iniziata nuovamente da titolare, subisce un infortunio che lo tiene lontano dal campo per alcune partite e nella partita del suo rientro in campo, ovvero il pareggio casalingo per 1-1 contro il Celtic dell'11 aprile 2015, subisce un grave infortunio ad un ginocchio che di fatto pone fine alla sua stagione, conclusa con un bilancio di 24 presenze in campionato, 2 presenze in Coppa di Scozia ed una presenza in Coppa di Lega scozzese; l'Inverness in questa stagione vince inoltre la prima Coppa di Scozia della sua storia, sconfiggendo con il punteggio di 2-1 il Falkirk in finale. A causa dell'infortunio al ginocchio Brill rimane poi nella rosa del Falkirk per l'intera stagione 2015-2016 ma senza mai riuscire a giocare in quanto infortunato, ed al termine della stagione si svincola dal club.
Il 27 giugno 2016 firma un contratto di un anno, altro club della prima divisione scozzese, che però il 31 gennaio 2017 senza averlo mai schierato in campo in partite ufficiali lo cede agli inglesi del Colchester Utd, militanti in quarta divisione, con i quali Brill firma un contratto fino al termine della stagione 2016-2017; di fatto non gioca però nessuna partita ufficiale nemmeno con questo club, e così nell'estate del 2017 si accasa con il doppio ruolo di giocatore e di preparatore dei portieri al Leyton Orient, in National League. Nel novembre del 2017 per un breve periodo è anche allenatore ad interim del club in coppia con Ross Embleton, per poi restare in squadra solamente come giocatore, ruolo con cui tra il 2017 ed il 2019 totalizza 70 presenze in partite di campionato, comprese tutte e 46 le partite della stagione 2018-2019, in cui il club oltre a perdere la finale di FA Trophy (vittoria per 1-0 del Fylde)) vince il campionato e fa così ritorno dopo due stagioni nella Football League. Brill nella stagione 2019-2020 gioca poi 19 partite in quarta divisione, ma il 26 gennaio 2020 complice un grave infortunio ad un ginocchio che gli avrebbe impedito di giocare come minimo per tutto il resto della stagione all'età di 35 anni annuncia il ritiro.

### Allenatore
Già dal giorno successivo al ritiro rimane in squadra al Leyton Orient con il ruolo di preparatore dei portieri, che già aveva avuto per alcuni mesi nel 2017.

## Palmarès

### Giocatore

#### Competizioni nazionali
- Football League One: 1

Luton Town: 2004-2005
- Football League Trophy: 1

Luton Town: 2008-2009
- Coppa di Scozia: 1

Inverness: 2014-2015
- National League: 1

Leyton Orient: 2019-2020